# بابييفو
بابييفو (بالروسية: Бабаево) هي إحدى مدن روسيا في الكيان الفدرالي الروسي فولوغدا أوبلاست.